# 薩爾尼基
49°18′34″N 24°44′20″E / 49.30944°N 24.73889°E
薩爾尼基（烏克蘭語：Сарники），是烏克蘭西部的村莊，隸屬伊萬諾-弗蘭科夫斯克州的伊萬諾-弗蘭科夫斯克區。該村始建於1465年，面積16.3平方公里，2001年人口896，人口密度每平方公里54.9人。